# Georges Stalpaert
Georges Louis baron Stalpaert (Brugge, 26 juli 1924 – Winksele, 20 mei 2013) (ook Joris Stalpaert) was een Belgisch hartchirurg en hoogleraar.

## Levensloop
Stalpaert werd geboren als zoon van Odilon Stalpaert en Marie-Victorine Van Walleghem. Hij doorliep de lagere school en de Latijns-Griekse humaniora aan het Sint-Lodewijkscollege in Brugge. Hij was er zeer actief, onder meer als hoofdman van de studentenbond.
In oktober 1943 begon hij de studies geneeskunde aan de Katholieke Universiteit Leuven. Ook daar was hij actief in studentenverenigingen, zoals de club van Bruggelingen ‘Moeder Brugse’, waar hij penningmeester van werd. 
In 1951 behaalde Stalpaert zijn diploma van doctor in de genees-, heel- en verloskunde en besliste zich te specialiseren in de chirurgie. Zijn specialisatie vond plaats van 1951 tot 1957:
- 1951-1953: bij dokter Piet van den Eynde, school van professor Joseph Sebrechts in Brugge (algemene chirurgie);
- 1953-1956: bij professor Michaël in Den Haag;
- 1956-1957: bij professor Gerard Brom in Leiden, (hartchirurgie).

Hij trouwde op 26 april 1958 in Leiden met Gertrude-Catharine Fles (Leiden, 16 juli 1934) en ze kregen drie zoons en drie dochters.

## Hoogleraar en hartchirurg
In 1957 kwam Stalpaert naar Leuven terug als hartchirurg. Zijn aanstelling gebeurde op verzoek van professor Brom, die als gastchirurg opereerde in Leuven, maar van oordeel was dat een voltijdse hartchirurg dringend nodig werd. Zijn eerste assistent in Leiden was voor hem de aangewezen man. Het jaar daarop namen de mogelijkheden toe door de aankoop van een hart-longmachine. In 1959 werd een 'Hartcentrum' opgericht voor de coördinatie tussen de ziekenhuizen en met nog steeds, tot in 1963, Gerrit Brom als gastchirurg. Van 1957 tot 1989 organiseerde Stalpaert de thoracale en cardiovasculaire chirurgie in de universitaire ziekenhuizen Sint-Rafaël, Gasthuisberg en Sint-Barbara in Pellenberg. 
In het universitaire curriculum werd Stalpaert:
- 1957: adjunct-kliniekhoofd thoracale en cardiovasculaire heelkunde;
- 1959: lector;
- 1964: buitengewoon docent;
- 1971: gewoon hoogleraar thoracale en cardiovasculaire chirurgie;
- 1978: voorzitter van het departement thoracale en cardiovasculaire chirurgie;
- 1986: voorzitter van het departement chirurgie en anaesthesiologie, research en klinische opleiding;
- 1989: emeritus.

Eén van de pioniers in België van de open hartoperaties, de bypasses en de inplanting van hartkleppen, werd hij een gereputeerde hartchirurg die in Leuven een groot aantal chirurgen in deze specialiteit opleidde. Het ingrijpen voor overbruggingen en voor het plaatsen van hartkleppen kon hij uitvoeren met een strikt minimum aan onvermijdelijke mislukkingen.
In augustus 1983 plaatste hij een hartklep bij de toenmalige Belgische eerste minister Wilfried Martens.
Na zijn emeritaat bleef hij nog vijf jaar de hartchirurgie beoefenen in het Algemeen Ziekenhuis Sint-Jan in Brugge, waar hij zijn loopbaan was begonnen.

## Professionele functies
In de loop van zijn carrière was Stalpaert actief in heel wat professionele organisaties en verenigingen, onder meer:
- voorzitter van Acta Medica Belgica (ASSMB – KBVMG, vereniging van alle Belgische medische wetenschappelijke verenigingen);
- voorzitter van de Koninklijke Belgische Vereniging voor Chirurgie;
- werkend lid van de International Society of Surgery;
- werkend lid van de International Society of Cardiovascular Surgery;
- werkend lid van de Nederlandse Vereniging van Thoracale Chirurgie;
- corresponderend lid van de Polish Surgical Society;
- geassocieerd lid van de Belgische Cardiologische vereniging;
- lid van de Association Française de Cardiologie;
- stichtend lid van de International Association for Cardiac Biological Implants (New York).

## Buiten-professionele functies
- Voorzitter van de vzw Buurtschap Diependaal
- Erevoorzitter van de Brabantse Jacht- en Natuurvrienden
- Voorzitter van het Vlaams Kruis (1970-1975)
- Lid van de Belgische Hoge Raad voor de Jacht
- Lid van de Vlaamse Raad voor de Jacht

## Onderscheidingen
- In 1991 werd Georges Stalpaert in de erfelijke adelstand opgenomen met de persoonlijke titel van Baron. Hij koos als wapenspreuk ‘’Voluntate vincere’’.
- In 1988 werd hij doctor honoris causa van de universiteit van Lublin (Polen).
- Grootofficier in de Leopoldsorde.
- Commandeur in de Kroonorde.
- Ridder in de West-Vlaamse Orde van 't Manneke uit de Mane (1998).
- Grootofficier in de Internationale Orde van Sint-Hubertus en lid van het Belgisch kapittel.

## Publicaties
Stalpaert publiceerde circa 150 wetenschappelijke studies en bijdragen, onder dewelke:
- Een geval van tetanos behandeld met Largactil, in: Geneeskundige Gids, 1955.
- Bruenner’s adenoom, in: Belgisch Tijdschrift voor geneeskunde, 1957.
- Resultaten van de thoracoplastiek volgens Björk, in: Nederlands Tijdschrift voor Geneeskunde, 1960.
- Vaattransplantaten, in: Belgisch Tijdschrift voor Geneeskunde, 1958.
- A propos de la correction chirurgicale de la communication interauriculaire du type ‘ostium secundum’ et du drainage veineux pulmonaire anormal partiel, in: Acta Chirurgica Belgica, 1962.
- Vroegtijdige diagnose en behandeling van aorta abdominalis occlusie, in: Acta Gastro-enterologica, 1962.
- Indicaties en resultaten van hartchirurgie, in: Leuvens Geneeskundig Tijdschrift, 1964.
- Evaluation de certaines techniques de traitement dans l’artériopathie obstructive, in: Angeilogogie, 1964.
- Difficultés dans le traitement des complications des aneuvrismes, in: Bulletin de la Société Belge de Cardiologie, 1964.
- Indicaties en resultaten van cardiovasculaire chirurgie, in: Belgisch Tijdschrift voior Geneeskunde, 1965.
- Les complications de l’anévrisme de l’aorte abdominale sous-rénale, in: Bulletin de la Société Internationale de Chirurgie, 1966.
- La révascularisation de l’artère rénale, in: Acta Chirurgica Belgica, 1966.
- Hartchirurgie, in: Verplegenden en Gemeenschapszorg, 1969.
- Chirurgie du Carrefour aortique, ses branches et de l’artère témorale superficielle et poplitée, in: Angeiologie, 1970.
- Late resultaten van de commissurotomie voor mitralisstenose, in: Tijdschrift voor Geneeskunde, 1971.
- De behandeling van praecarotide coarctatio, in: Angeiologie, 1972.
- Aneurysm of the left ventricle, in: Journal of Cardiovascular Surgery, 1974.
- Late results of valvular replacements and coronary surgery (Editor), European Press, 1976.
- Introduction to the Symposium of Thoracic Outlet Syndrome, in: Acta Chirurgica Belgica, 1980.
- Comments on thromboembolism in valvular replacement, in: St. Jude Medical, Second International Symposium, 1981.
- Cardiac Surgery, in: Leerboek van Chirurgie, 1989.
- Geschiedenis van de ontwikkeling van de cardiovasculaire heelkunde in de St. Rafaelsklinieken te Leuven, in: Periodiek, 2001.

Daarnaast nog circa 130 studies opgesteld in samenwerking met collega's en assistenten.